# Eugenio Popovich
Eugenio Popovich D'Angeli (Risano, 6 gennaio 1842 – Trieste, 4 aprile 1931) è stato un patriota, giornalista e avvocato italiano,  nonché irredentista triestino.

## Biografia
Nacque il 6 gennaio 1842 a Berljanska in Russia da Carlo Drago, capitano di vascello e facoltoso armatore, ed Eugenia D'Angeli. Trasferitosi giovanissimo a Trieste con la morte della madre, egli fu allevato in casa dello zio Massimiliano D'Angeli del quale si aggiunse poi il cognome. Frequentò il Ginnasio triestino e nel 1856 il liceo italiano di Capodistria, ove fu condiscepolo del futuro re Nicola I del Montenegro. Conseguì la maturità al Ginnasio di Zara e nel 1860 si iscrisse all'università di Graz.
Aderì agli ideali del Risorgimento e dell'irredentismo triestino. Nel 1860 prese parte alla campagna nell'Italia meridionale a impresa quasi ormai conclusa e nel 1861 si aderì al Comitato segreto Triestino-Italiano. Nel 1862 seguì il richiamo di Giuseppe Garibaldi: partecipò alla sfortunata giornata d'Aspromonte progettata per la liberazione di Roma.
Continuò gli studi universitari a Pisa fino al 1863 con Nicola I del Montenegro, ma si laureò all'Università di Bologna in Scienze politiche e giuridiche nel 1864.
Nel maggio del 1866 con la mobilitazione del regio esercito italiano per l'imminente guerra contro l'Austria, Eugenio si arruolò nel Corpo Volontari Italiani di Garibaldi e fu incorporato nel 2º Reggimento Volontari Italiani del tenente colonnello Pietro Spinazzi. Assegnato alla seconda compagnia del capitano Tommaso Marani, primo battaglione, combatté valorosamente nella battaglia di Ponte Caffaro del 25 giugno, alle Operazioni in Val Vestino (1866) e nella battaglia di Pieve di Ledro. Secondo Augusto Elia, Popovich partecipò anche alla battaglia di Bezzecca del 21 luglio partecipando al contrattacco liberatorio del villaggio al comando del colonnello Menotti Garibaldi. Al termine della guerra fu promosso per merito al grado di sottotenente.

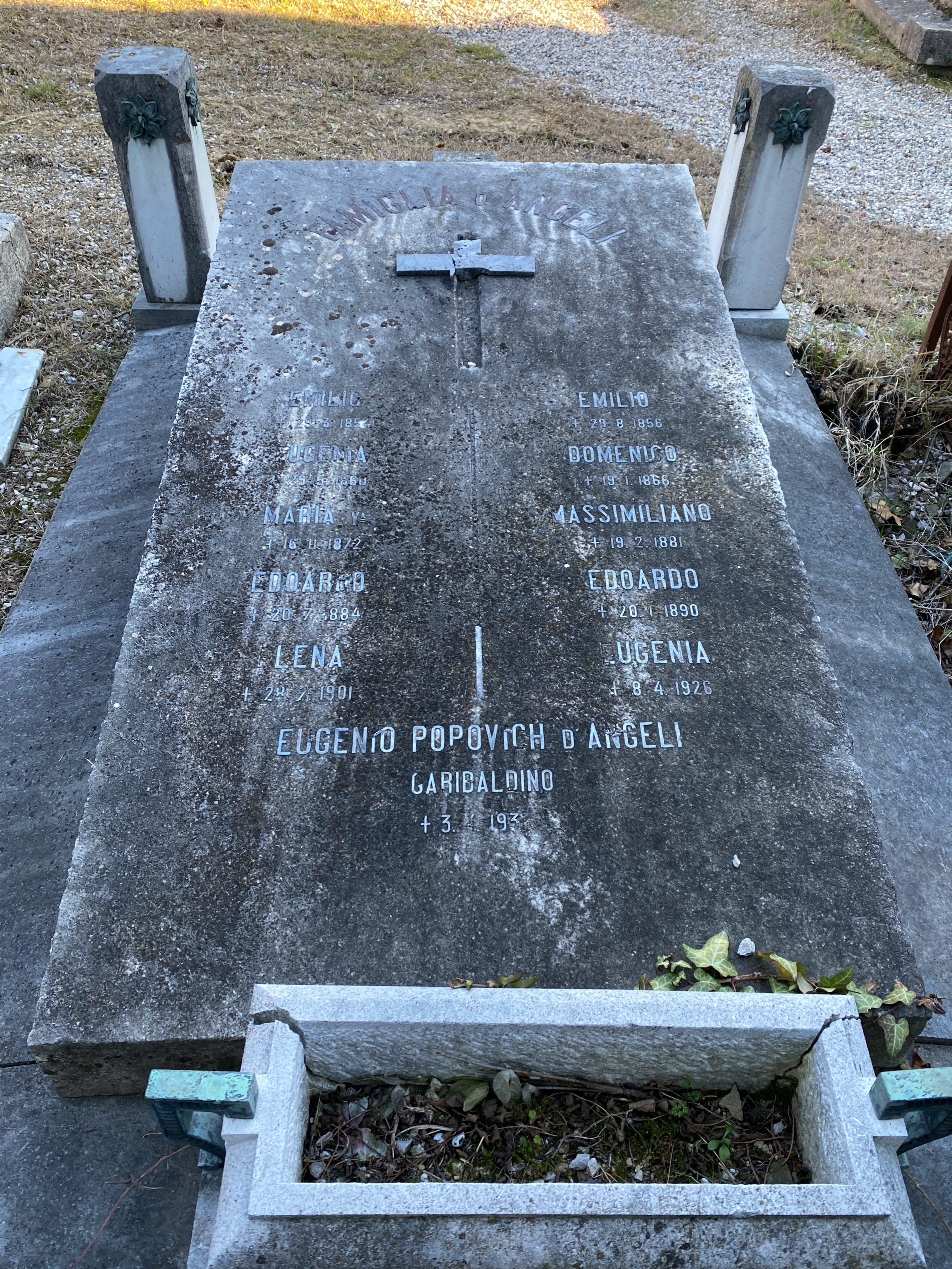
Tomba di Eugenio Popovich al Cimitero di Sant'Anna a Trieste

 Nel 1867 seguì nuovamente Garibaldi nella Campagna dell'Agro romano per la liberazione di Roma e, come luogotenente della terza colonna dei volontari, combatté con valore nella presa di Monterotondo (26 ottobre) e nella successiva battaglia di Mentana il 3 novembre.
Con la proclamazione di Roma capitale, nel 1870, vi si trasferì intraprendendo la carriera di giornalista politico. Dal 1875 al 1877 scrisse per il quotidiano La Nazione con lo pseudonimo di E. Tergesti mentre nel 1899 fu redattore del quotidiano Il Diritto, organo della sinistra depretisina.
Tra il 1875 e il 1878 tentò di organizzare in Roma una spedizione militare per sollevare la Bosnia dalla dominazione austriaca. Il 15 giugno 1897 fu nominato console del Montenegro a Roma dal principe Nicola e il 12 settembre 1900 console generale.
Aderì alla Società di Mutuo Soccorso Reduci Garibaldini "Giuseppe Garibaldi" e mantenne stretti rapporti con i patrioti della città di Trieste, della quale proclamò sempre l'indipendenza dall'Austria.
Fu massone, iscritto a una loggia italiana.
Morì il 4 aprile del 1931. È sepolto nel cimitero monumentale di Sant'Anna a Trieste.

## Scritto
- Nella traslazione in patria delle ossa di Tomaso Luciani di Eugenio Popovich, a cura della Società nazionale per la storia del risorgimento italiano Comitato regionale per la Venezia Giulia (Roma), 1923.